# Santanyí
Santanyí is een gemeente in de Spaanse provincie en regio Balearen met een oppervlakte van 125 km². Santanyí heeft 11.220 inwoners (1 januari 2016).  De gemeente ligt op het eiland Mallorca.

## Bezienswaardigheden

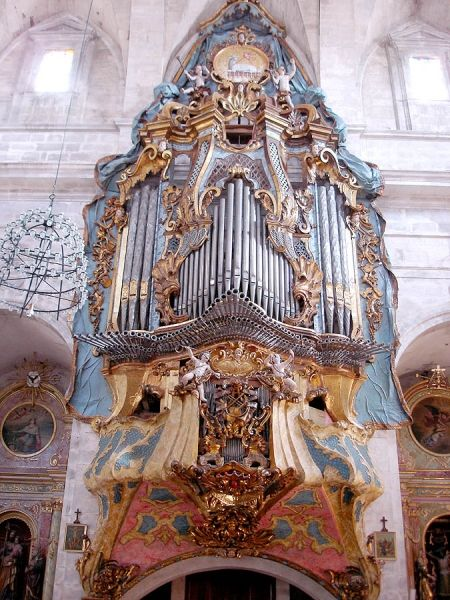
Orgel van San Andreu

De kerk is zeer vermaard omwille van het historische orgel in de Sant Andreu kerk. Het werd verplaatst uit het koninklijk klooster Santo Domingo in Palma. In 1985 is het instrument door Gerhard Grenzing gerestaureerd.

## Demografische ontwikkeling

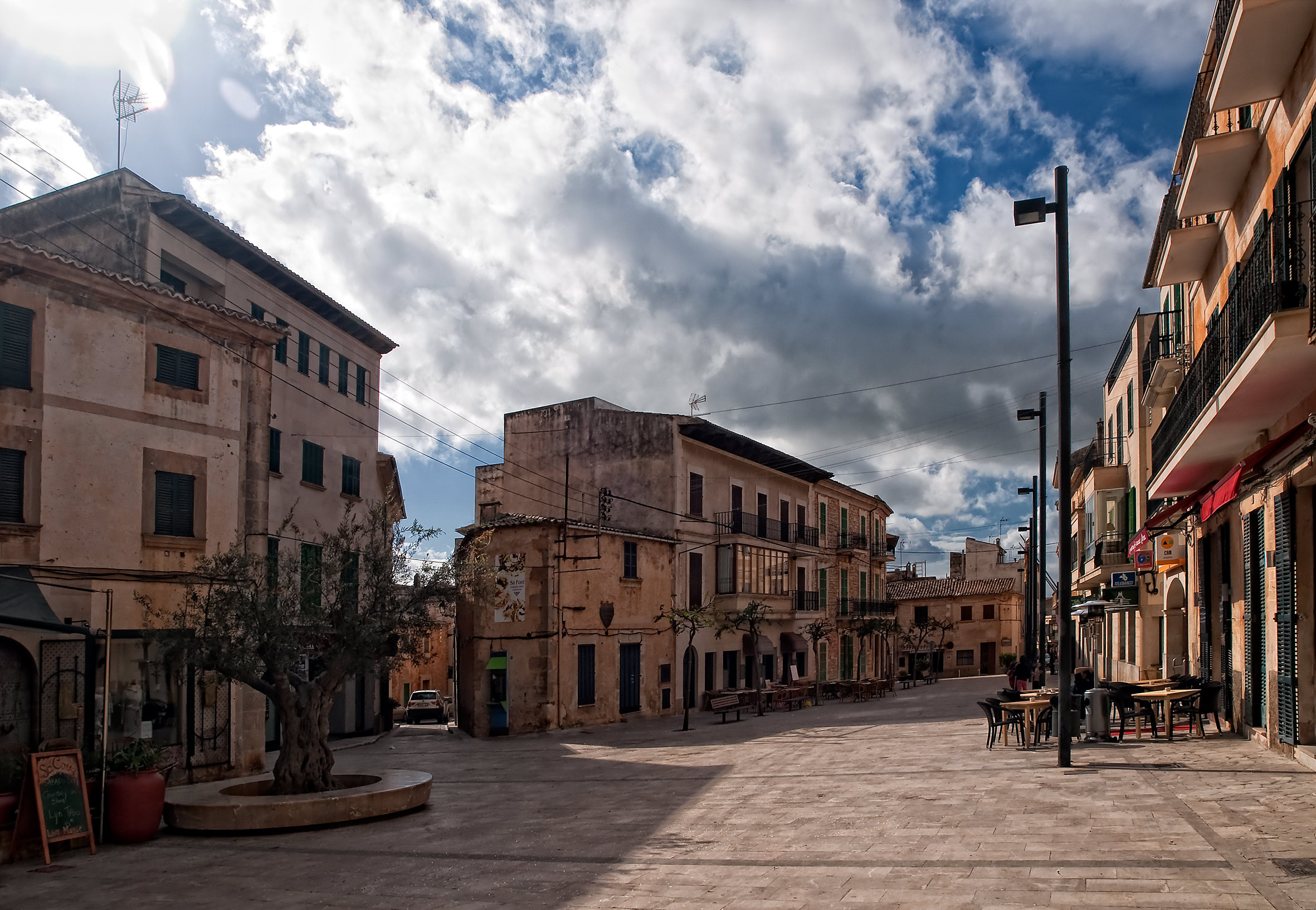

Bron: INE; 1857-2011: volkstellingen
Opm.: In 1930 werd Ses Salines een zelfstandige gemeente
Alaró · Alcúdia · Algaida · Andratx · Ariany · Artà · Banyalbufar · Binissalem · Búger · Bunyola · Calvià · Campanet · Campos · Capdepera · Consell · Costitx · Deià · Escorca · Esporles · Estellencs · Felanitx · Fornalutx · Inca · Lloret de Vistalegre · Lloseta · Llubí · Llucmajor · Manacor · Mancor de la Vall · Maria de la Salut · Marratxí · Montuïri · Muro · Palma · Petra · Pollença · Porreres · Puigpunyent · Sa Pobla · Sant Joan · Sant Llorenç des Cardassar · Santa Eugènia · Santa Margalida · Santa María del Camí · Santanyí · Selva · Sencelles · Ses Salines · Sineu · Sóller · Son Servera · Valldemossa · Vilafranca de Bonany
1. ↑  https://www.orgelsite.nl/santanyi-iglesia-parroquia-san-andreu/